# Scambus hispae
Scambus hispae är en stekelart som först beskrevs av Harris 1835.  Scambus hispae ingår i släktet Scambus och familjen brokparasitsteklar. Inga underarter finns listade i Catalogue of Life.